# 一騎討ち

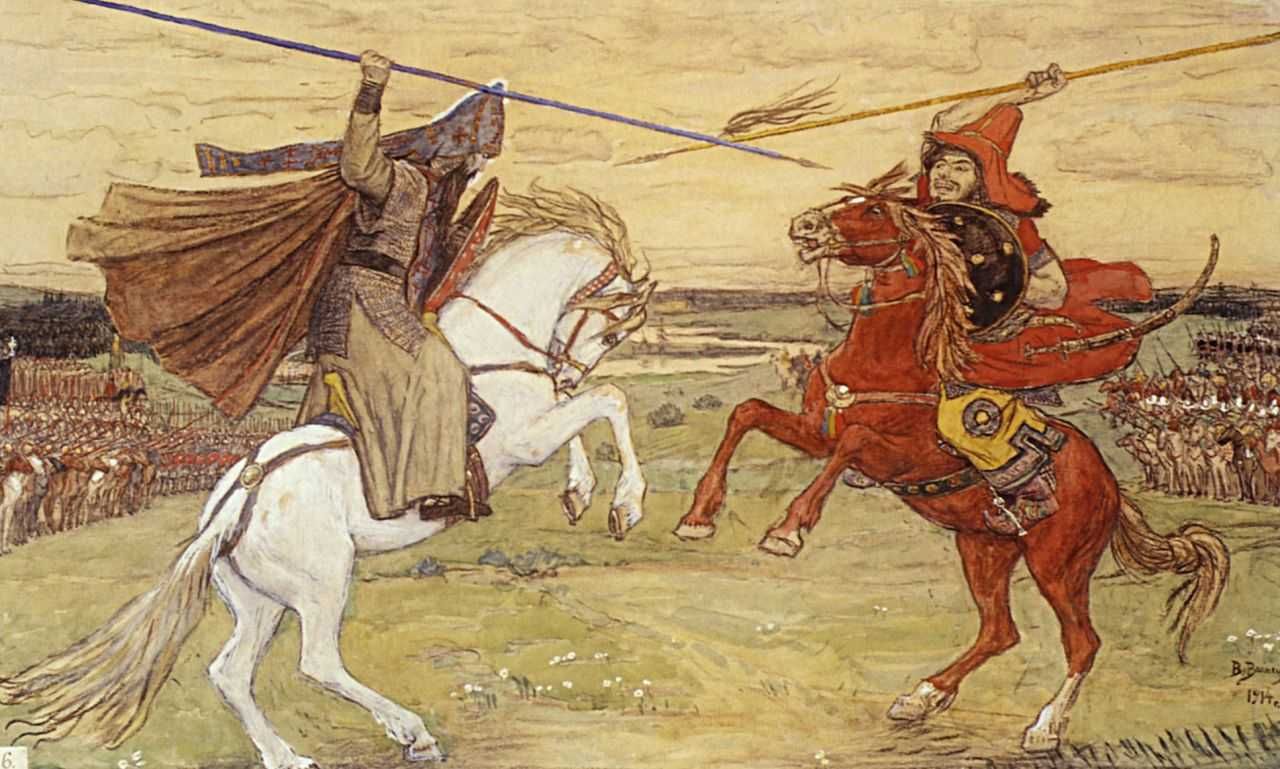
一騎討ち

一騎討ち（いっきうち）とは、戦争状態にある戦場において戦士同士が一対一を原則として決着をつける戦闘手法である。一騎打ち（いっきうち）とも表記される。

## 概要
決闘とも類似の面があるが、決闘には戦場で行うことを前提とはしない私闘も含まれるため必ずしも同義ではない。また、一対一の戦いは騎乗の場合以外にも起こりうるので、騎乗の状態であることを条件とはしない。
一騎討ちが発生する条件としては二つが考えられる。一つは乱戦の中で偶然に一対一の状況が作り出された場合、もう一つは戦場で示し合わせて一対一で戦う場合である。前者は川中島の戦いにおける武田信玄と上杉謙信の一騎討ち、後者は『今昔物語集』に見える源宛と平良文の一騎討ちが有名である。日本では平安時代後期から鎌倉期にかけての武士の戦いが、騎射による一騎討ちを主体としていたと考えられていた。だが、『平家物語』など主要な軍記物語を精査した結果、現在ではそうした例がむしろ少数であることが明らかになっている。
近代に入ると大規模な兵力動員や集団戦術の採用、戦闘集団の組織化が進んだため一騎討ちは廃れた。しかし、一騎討ちは偶発的なものにせよ示し合わせたものにせよ条件が整えば起こりうるものであり、平安時代後期から戦国時代にかけて多くの一騎討ちが行われた。
現在では本来の意味から派生して、選挙やスポーツにおいて一対一（事実上も含め）の個人や集団で勝敗を競う場合に「一騎討ち」と表現されることがある。サッカーのPK戦は、キッカーとゴールキーパーの「一騎討ち」と言えよう。また実力が伯仲する者同士が張り合うことも「一騎討ち」と表現される。
理想的な状況では、戦闘員の消耗は味方の人数と敵の人数の一次式になるとされる（ランチェスターの法則）

## 日本における「一騎討ち」

### 一騎討ちの始まり
日本各地で邑同士の小競り合いが行われるようになった弥生時代から、ヤマト王権が確立・発展した奈良時代までの戦争は、歩兵主体の集団戦闘であり一騎討ちという概念は発達しなかった。ヤマト王権と争った蝦夷も軽装の騎馬部隊による騎射を主体としていた。
平安時代に入ると国内外の軍事的緊張は緩和したことから、朝廷が直接持つ軍事力は縮小されていき、代わって、各地に血縁的・地縁的なつながりを持つ源姓、平姓、藤姓などに代表される大小の武士団が台頭した。武士団は指揮官である武士（例えば惣領）に、騎乗の家の子（指揮官の子弟など近親者）や郎党、徒歩の郎党や従卒が付き従うという構成だった。徒歩の従卒などは専業の兵士とは限らず戦闘能力も低かったが、主要戦闘員である武士は日常的に馬術、弓術さらに騎射の訓練を行い、名誉を重んじた。この時代の一騎打ちは、騎射により矢を打ち合う「矢戦（やいくさ）」から始まり、矢が尽きると接近して太刀や薙刀などの打物で戦う馬上戦に移行、最後は相手の首を取るために馬を下りて戦う「歩戦（かちいくさ）」で勝敗を決した。
戦闘（合戦）時には、敵の指揮官である武士を討ち取ることで、敵の士気を喪失、命令系統を混乱させ、統制の取れた戦闘活動を不可能にすることができた。また、戦闘の決着がついた最終段階において敵の指揮官を討ち取ることで勝利を決定づけることができるため、合戦手法として一騎討ちが誕生したと言われている。
「一騎討ち」という言葉は、源平合戦から生まれたとされる。
身分の低い者同士が戦う場合、また一対一で戦う場合でも、両者の身分や実力に明白な差がある場合は、「一騎討ち」とは呼ばれない。「一騎討ち」の言葉が生じた源平合戦においては、位の高い武士同士の一対一での戦いのみを、「一騎討ち」と呼称していた。
現代
その後は徐々に廃れていき、明治時代以降の日本の主要な戦いでは行われなくなった。

#### 補足
一騎討ちは源平合戦やそれより以前の戦いの特徴として語られることが多いが、一騎討ち自体の頻度は珍しく、偶発的に起きる特殊戦だったともいわれる。当時は両軍が盾を挟み、弓矢で射撃戦を行う「楯突戰」から始まり、その後で双方の騎兵が接近して騎射を行う方式が多かったが、夜討ちや奇襲も一般的だった。また馬上で太刀を使用するのは源平合戦の頃からとされ、それより前の戦いでは太刀は何らかの事情で馬から下りてしまった際に使用した。薙刀の馬上使用も元寇より後のものとされる。

## 海外における「一騎討ち」

### 地中海
旧約聖書の「サムエル記」にはペリシテ人の巨人兵士ゴリアテがイスラエル兵を挑発し一騎討ちを要求するが、ゴリアテに恐れをなし受け入れる者がいなかった。そこを通りかかったダビデが申し出を受け入れ投石で打ち倒すと、ペリシテ最強の兵士が倒れたことで軍は動揺し遁走、勢いづいたイスラエル兵はそのまま追撃して勝利したという記述がある。

### 古代ローマ
古代ローマでは、神話的建国者ロームルスがカエニナ人の王アクロンを一騎討ちで破り、その鎧を主神ユーピテルに捧げたという伝説にならって、敵の将軍を一対一で倒した将軍にはスポリア・オピーマ（「貴重な戦利品」）という最高の栄誉・勲章（敵の将軍の鎧を樫の木に取り付けたもの）が与えられる慣例になっていた。
ロームルスの後に公式にこの栄誉を受けたのはたったの2人で、紀元前5世紀にウェイイ王ラルス・トルムニウスを破ったアウルス・コルネリウス・コッススと、紀元前222年にガリア人のガエサティ族の王ブリトマルトゥス（ウィリドマルス）を破った「ローマの剣」マルクス・クラウディウス・マルケッルスである。コッススは半ば伝説的人物であるので、歴史的に実在が確実なのはマルケッルスただ一人ということになる。なお、戦争当時、ローマ軍の最高指揮官ではなかったために公式な栄誉は受けられなかったが、紀元前29年にマルクス・リキニウス・クラッスス（同名の大政治家の孫）も、スキタイ人の一派バスタルナエ族の王デルドを一騎討ちで倒している。

### 中東

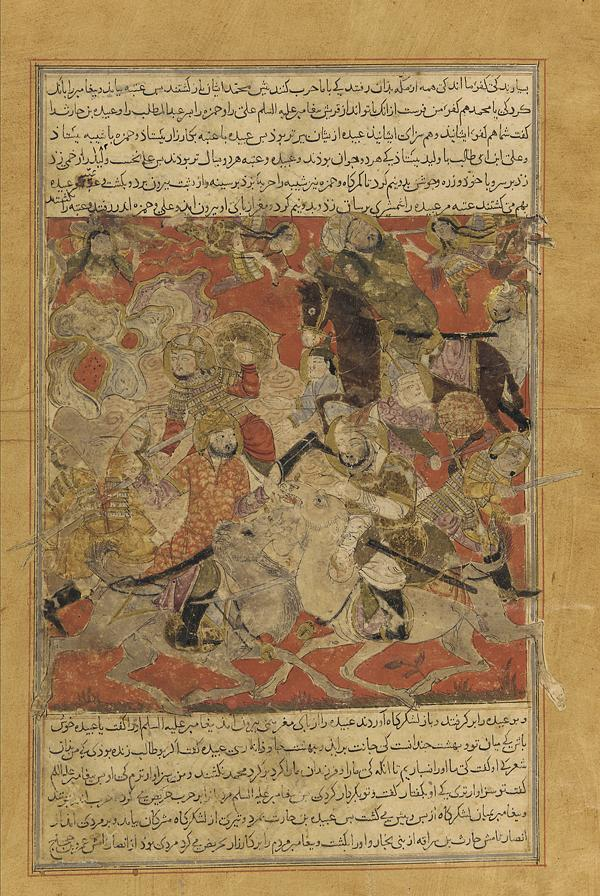
バドルの戦いの騎兵

中東での戦争は槍を装備した騎士による一騎討ちから開始されるのが伝統とされた。強力なアラブ騎兵の突撃は脅威であり、対抗するには騎兵が一騎打ちに応じるか弓部隊による攻撃しかなかった。
624年のバドルの戦いにおいて、ムハンマド率いるイスラム軍は騎兵の一騎討ちによりメッカ軍の名だたる武将を倒し、騎兵に続いていた歩兵部隊が動揺している隙に弓部隊で遠距離から攻撃、残存兵力を歩兵の突撃で壊滅させるという戦法で勝利を収め、アラブ地域に名声をとどろかせた。しかし負傷者が多発する一騎討ちは危険性が高いと判断したムハンマドは自軍からの一騎討ちを禁止し、最初に弓部隊で騎兵にダメージを与え、連携できなくなった敵部隊を騎兵と歩兵で攻撃するという、少ない被害で確実な戦果を上げる戦法に切り替えた。しかし、伝統的な戦いに拘る騎士達からは反対意見があり従わない者もいた。
625年のウフドの戦いにおいて、ウフド山に布陣したイスラム軍は弓部隊による攻撃でメッカ軍騎兵の突撃を防ぎ戦いを優位に進めていたが、弓部隊が潰走する歩兵を追撃したことで出来た隙を騎兵に突かれ本陣での一騎打ちに発展、ムハンマドが混乱の中負傷したことでイスラム軍に動揺が広がり最終的に敗退した。
627年のハンダクの戦いにおいてムハンマドは騎兵の攻撃を教訓にして一騎打ちを改めて禁止、騎兵の突撃を防ぐためペルシャ人の技術者サルマーン・アル＝ファーリスィーに命じて本陣のあるメディナの周囲に塹壕（ハンダク خندق Ḫandaq/Khandaq）を掘らせ、徹底した防衛線を敷くことによりメッカ軍の攻撃に備えた。当時の中東には攻城戦という概念はなく、本格的な塹壕戦もこの戦いが世界初とされるなど、対処に苦慮したメッカ軍は大規模な攻撃が出来ず、突破口を探して砂漠に野営し続けた。その後メッカ軍の騎士アムルは塹壕の幅が狭くなっている箇所を発見し、数名の従者と共に塹壕内に飛び込んだが、ムハンマドの養子であるアリー・イブン・アビー・ターリブとの一騎打ちに敗れてしまった。この敗北が本隊に伝わるとメッカ軍の志気は低下し、砂漠で長期間野営を強いられたことで消耗していたことも重なり、メッカ軍はメディナ攻略を諦めて撤退した。
このように騎士による一騎討ちは精神的な側面が大きく、弓騎兵であるマムルークの登場で弓が戦いの中心になると、一騎打ちは行われなくなった。

### 中国
伝説や三国志演義などの物語では一騎打ちが描かれるが、古代中国では複数人が乗り込んだ戦車による戦車戦、歩兵部隊による戦闘、騎馬隊の騎射など集団戦が一般的であり、史実ではないことが多い。しかし一騎打ちが行われた例もある。
有名なもので太史慈と孫策、呂布と郭汜、馬超と閻行、関羽と顔良が史実の一騎討ちとされている。

## 武田信玄・上杉謙信の一騎討ち
戦国期に越後国の上杉謙信と甲斐国の武田信玄は信濃国北部の領有を巡り川中島の戦いを繰り広げているが、近世初頭に原本が成立した『甲陽軍鑑』や『北越軍談』などの軍学書によれば、第四次川中島の戦いにおいては信玄・謙信が一騎討ちを繰り広げたという。
第四次川中島の戦いの実態については残存文書が少なく、一騎討ちが実際に行われたかは不明。『甲陽軍鑑』に拠れば、白手拭で頭を包み、萌黄の胴肩衣姿で月毛の馬に乗った武者が床几の信玄に三太刀切りつけ、信玄は床几から立ち上がるとこれを軍配で受け止め、御中間頭・原大隅守（原虎吉）が槍で馬を突き、騎馬武者は走り去った。後にこの騎馬武者が上杉謙信であると判明し、信玄の軍配には八太刀の傷があったという。
一方、上杉側の『北越太平記』（『北越軍談』）では信玄と謙信の一騎討ちは御幣川において行われ、両者は太刀を交え、信玄が手に傷を負い退いたとしている。また、異説として信玄は軍配で太刀を受けたとする説を記す。さらに、『北越太平記』では大僧正・天海の目撃談も記している。
信玄・謙信の一騎討ちは文学や浄瑠璃などにおいても好んで描かれ、浮世絵の画題にもなった。

## 人物
- 武田信玄
- 上杉謙信